# Nicole Raczynski
Nicole Raczynski (Boston, 19 de Abril de 1980) é uma lutadora de wrestling profissional norte-americana. Trabalhou na Total Nonstop Action Wrestling com o ring name de Nikki Roxx.

## Carreira no wrestling
- Circuito independente (2001-2007)

Shimmer Women Athletes, Squared Circle Wrestling, Women's Extreme Wrestling, Professional Girl Wrestling Association, New England Championship Wrestling, Defiant Pro Wrestling, World Women's Wrestling, Chaotic Wrestling e Ring of Honor. No México no Consejo Mundial de Lucha Libre e Lucha Libre Femenil.
- Total Nonstop Action Wrestling (2007-2009)
- Asistencia Asesoría y Administración (2009)
- Retorno para a TNA (2009-2010)

## Campeonatos e prêmios
- Defiant Pro Wrestling
  - DPW Women's Championship (1 vez)[1]
- Eastern Pro Wrestling
  - EPW Women's Champion(1 vez)
- IndyGurlz
  - IndyGurlz Championship (1 vez)
- Lucha Libre Femenil
  - LLF Cup of Reynosa
  - LLF Juvenil Championship (1 vez)
  - LLF Tag Team Championship (1 vez) - com Diana La Cazadora
- New England Championship Wrestling
  - World Women's Wrestling Championship (1 vez)
- Professional Girl Wrestling Association
  - PGWA Championship (1 vez)
- World Women's Wrestling
  - WWW Championship (1 vez)
- Total Nonstop Action Wrestling
  - TNA Queen of the Cage 2008 (Primeira)
- Women Superstars Uncensored
  - WSU Women's Championship (1 vez)[2]